# Petter Northug
Petter Northug jr. (født 6. januar 1986) er en norsk tidligere langrendsløber, som vandt en række World Cup-, VM- og OL-medaljer i perioden 2006–2016. 

## Karriere
I World Cup'en i langrend vandt han tyve sejre, og samlet vandt han to guld, tre sølv og en bronze. I VM vandt han tretten guldmedaljer, heraf syv individuelle
Han deltog første gang ved olympiske vinterlege i 2010 i Vancouver, hvor han vandt fire medaljer. På 15 km fri stil havde han store problemer med voksningen af skiene og blev blot nummer 41, og på 30 km kombineret skete noget tilsvarende, så han måtte nøjes med en elvteplads. Det gik bedre i sprinten, hvor han efter en sjetteplads i kvalifikationen vandt sit kvartfinaleheat og blev nummer to i semifinalen. I finalen kunne han ikke følge med de to russere Nikita Krjukov og Aleksandr Panzjinskij, der vandt henholdsvis guld og sølv, men Northug sikrede sig bronzen foran to landsmænd. I holdsprinten i fri stil stillede han op sammen med Øystein Pettersen, og duoen blev nummer to i semifinalen efter to russere, inden de i finalen sejrede foran tyskerne og russerne. I 4×10 km stafet løb han sidste tur for Norge, som lå på sjettepladsen, da han overtog stafetten. Han løb et forrygende løb og blev hurtigst af alle, men kunne ikke hente svenskerne med Marcus Hellner på sidste tur, så Sverige fik guld, Norge sølv, mens Tjekkiet vandt bronze, kun 0,6 sekund efter Norge. I 50 km klassisk stil lå Northug et pænt stykke nede i feltet på de første trefjerdele, men var dog med i førergruppen, og da tyske Axel Teichmann gik i udbrud med en kilometer tilbage, men Northug og schweizeren Dario Cologna satte efter ham, og mens Cologna styrtede i spurten, hentede Northug Teichmann på opløbsstrækningen og kom i mål 0,3 sekund foran tyskeren, mens svenske Johan Olsson vandt bronze. Dermed vandt Northug to guld, en sølv og en bronze ved legene. 
Ved vinter-OL 2014 i Sotji opnåede Northug ikke nær så gode resultater. Efter en tiende-, en sekstende- og en attendeplads individuelt var han med til at opnå to fjerdepladser i henholdsvis holdsprint og 4×10 km stafet; han måtte derfor rejse fra OL uden medaljer.
Petter Northug meddelte på et pressemøde i december 2018 at han stoppede karrieren omgående.

## Privatliv
I maj 2014 forulykkede Northug med sin bil i nærheden af Byåsen, mens han var påvirket af alkohol. En medpassager brækkede kravebenet, og Northug stak af fra ulykkesstedet. Politiet fandt ham i hans hjem. Han blev efterfølgende idømt 50 dages fængsel, en stor bøde og frakendelse af kørekortet for livstid (hvilket normalt betyder, at man kan søge om at få det igen efter fem år).
I august 2020 blev Northug stoppet af politiet i en hastighedskontrol, hvor der desuden var mistanke om, at han kørte i påvirket tilstand. I en ransagning af hans hjem blev der fundet en mindre mængde kokain, og Northug erkendte efterfølgende, at han havde et misbrugsproblem. Han blev efterfølgende idømt syv måneders fængsel for for hurtig kørsel og besiddelse af kokain. Han fik desuden igen frataget sit kørekort for livstid.